# Hällmålningarna på Flatruet
Hällmålningarna på Flatruet i Tännäs socken i Härjedalens kommun är från stenåldern. 
Hällmålningarna upptäcktes 1896 och är utförda av ett jägarfolk cirka 2000 före Kristus. Dateringen har gjorts [källa behövs] genom att jämföra med andra figurer på tidigare daterade skifferföremål.

## Beskrivning
På en lodrätt klippvägg vid trädgränsen vid Ruändan på den östligaste delen av högplatån Flatruet finns hällmålningarna som består av ett tjugotal djurbilder. Det vanligaste motivet är älg, men även ren, björn och fem människofigurer förekommer. Därutöver finns fem obestämbara streck och fläckar som sannolikt är rester av förstörda målningar. Den färg man använt är rödockra med fett som bindemedel. 

## Bilder

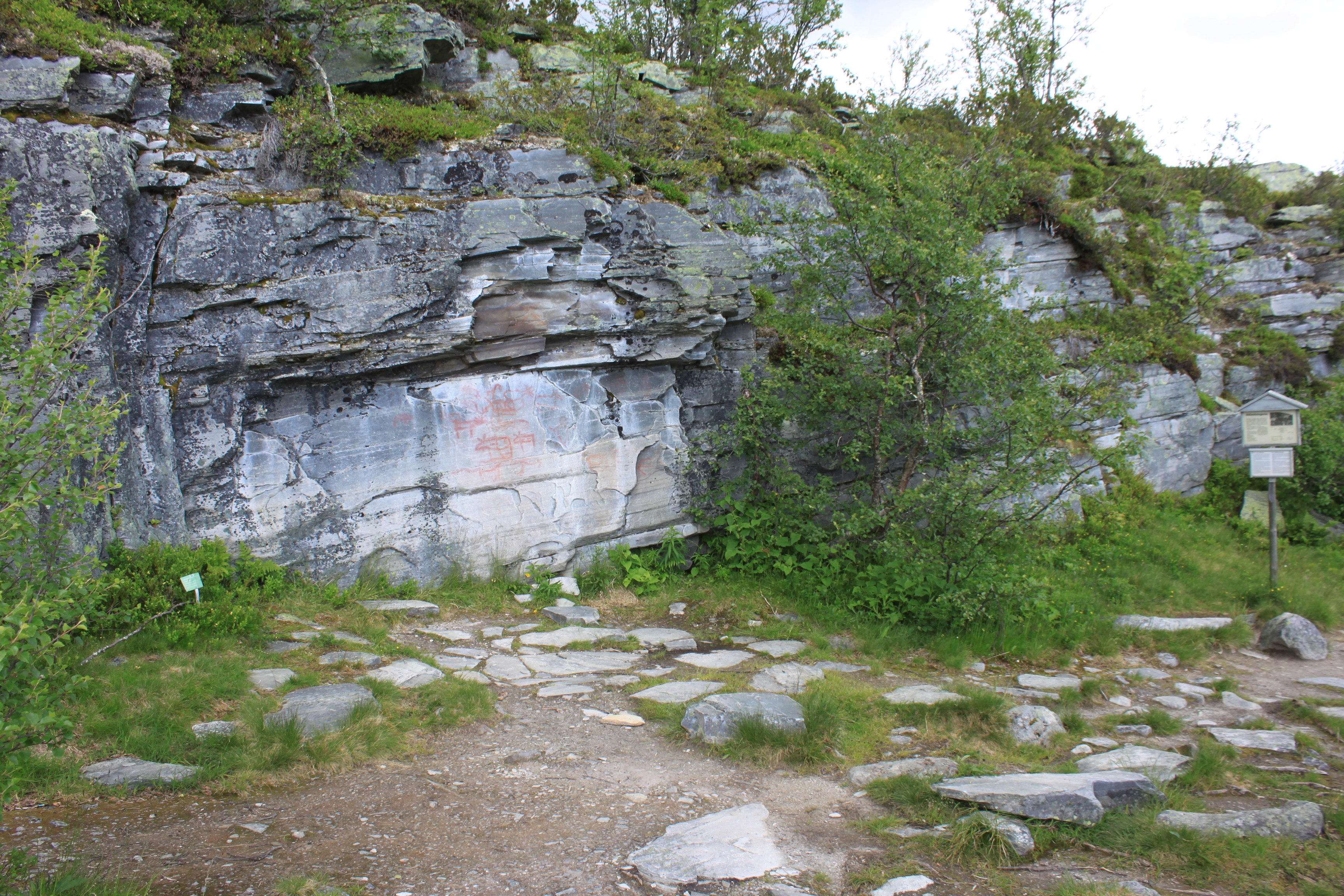
Översiktsbild
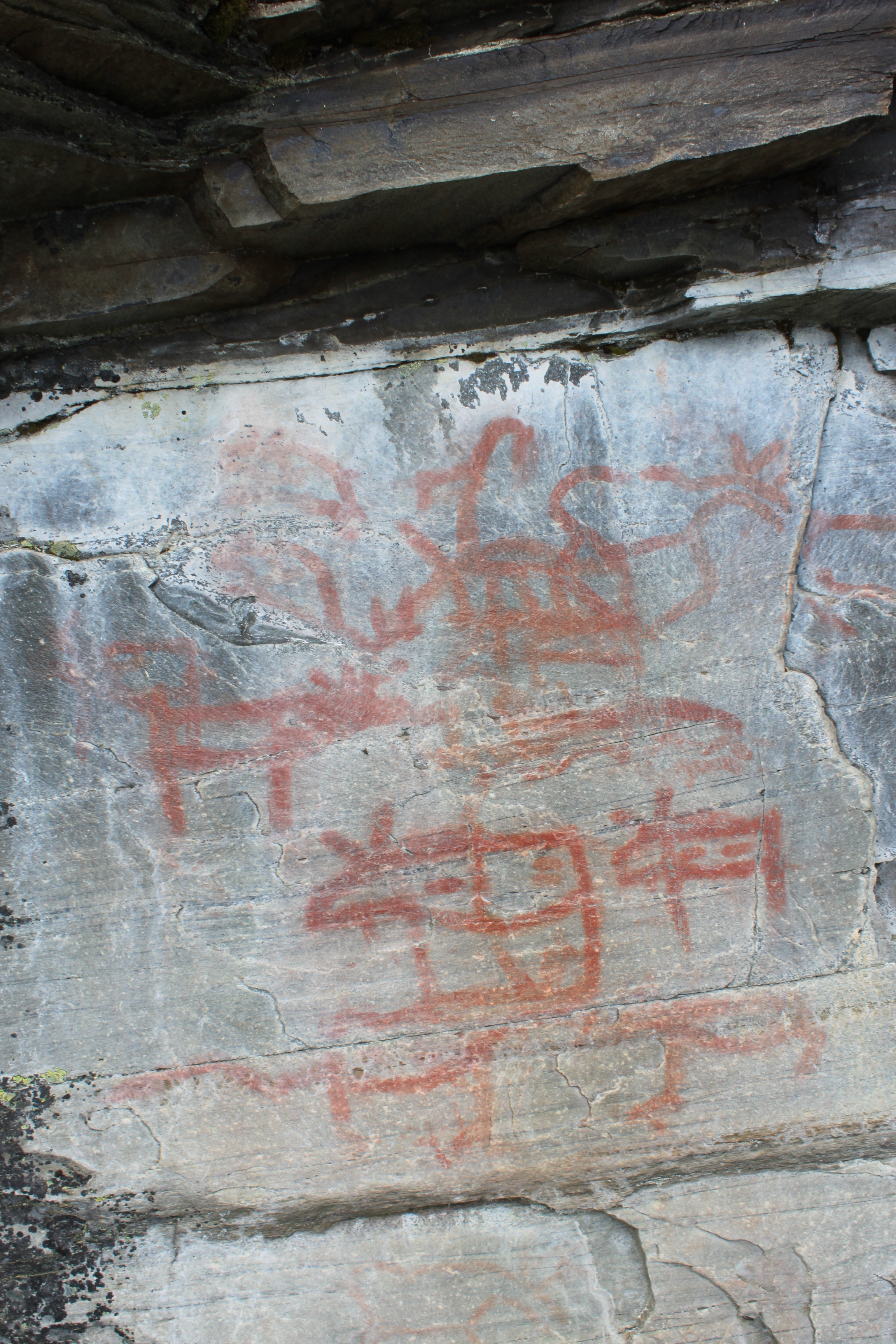
Detaljbild